# Coefficients club
Pour l’article homonyme, voir Coefficient.
 (septembre 2024).
Si vous disposez d'ouvrages ou d'articles de référence ou si vous connaissez des sites web de qualité traitant du thème abordé ici, merci de compléter l'article en donnant les références utiles à sa vérifiabilité et en les liant à la section « Notes et références ».
Le Coefficients club a été créé en novembre 1902 lorsque Sidney et Beatrice Webb ont invité un groupe d’amis chez eux afin de former un club de restauration. Le club qui réunissait une douzaine de membres s’est réuni une fois par an jusqu’en 1908. Le but était triple : 
- promouvoir l’efficacité (efficiency) tant au niveau du gouvernement que de l’économie et de l’armée (l’Angleterre était alors en train de se faire distancer dans ces domaines),
- promouvoir l’idée impériale,
- promouvoir un parti de l'efficience nationale.

Herbert George Wells parle de ce club qu'il nomme le Pentagran Circle  dans son livre The New  Machiavelli où il raconte de façon romancée son expérience  à la  Fabian society.

## Membres
- Richard Burdon Haldane, un proche ami des Webbs, l’expert du club dans le domaine du droit[2]. Il a été ministre de la guerre de 1906 à 1911. À ce poste, il a profondément réformé les forces armées britanniques.
- Sir Edward Grey, expert en politique étrangère. Ministre des Affaires Étrangères de Grande-Bretagne de 1905 à 1916.
- HJ Mackinder économiste et libéral-impérialiste [3], plus tard directeur de la London School of Economics.
- Sir Clinton Dawkins, représentant la finance (Morgan).
- W.A.S Hewins, alors directeur de la London School of Economics.
- Bertrand Russell, expert en science. Il démissionna car il n’était pas en empathie avec l’extrême sentiment impérial de certains membres[3].
- Leopold Maxse, éditeur du National Review.
- Leopold Amery, du journal le Times.
- H.G. Wells, le célèbre écrivain.
- Sidney Webb, écrivain.
- W.Pember Reeves, de Nouvelle-Zélande, qui parlait pour les colonies, membre de la Fabian society, plus tard directeur de la London School of Economics[4].

Membres admis ultérieurement
- Alfred Milner, administrateur et homme d'État. Un des fondateurs du Round table (think tank).
- Frederick Scott Oliver, le biographe d'Alexander Hamilton.
- J.L Garwin, un journaliste alors célèbre.
- W.F Monypenny, le biographe de Benjamin Disraeli.
- Theodore Morison, expert en économie indienne.